# Liste der Distanzsteine im Landkreis Anhalt-Bitterfeld
Die Liste der Distanzsteine im Landkreis Anhalt-Bitterfeld beinhaltet die bekannten Distanzsteine im Landkreis Anhalt-Bitterfeld.

## Allgemeines
Im Landkreis Anhalt-Bitterfeld sind folgende verschiedene Distanzsteintypen vorhanden:
- preußischer Meilenstein
- anhaltischer Meilenstein
- Kilometerstein
- Myriameterstein
- Kursächsische Postmeilensäule
- Wegweisersäule (auch wenn diese nicht immer eine Distanzangabe enthielten).

Durch die Umstellung von Meile auf Kilometer als Längenmaß wurden manche Steine umgesetzt und umgenutzt, so dass sie mit unter mehreren Typen zugeordnet werden.

## Meilensteine
| Artikel                     | Denkmal-ID | Ausweisungsart | Lage                                                                             | Beschreibung                                                      | Kommune              | Ort             | Bild |
| --------------------------- | ---------- | -------------- | -------------------------------------------------------------------------------- | ----------------------------------------------------------------- | -------------------- | --------------- | ---- |
| Meilenstein Bitterfeld      | 094 05203  | Kleindenkmal   | B 100 – ehemalige preußische Chaussee 19 Berlin–Kassel                           | preußischer Ganzmeilenstein (später als Myriameterstein genutzt)  | Bitterfeld-Wolfen    | Bitterfeld      |      |
| Meilenstein Deetz           | 094 41302  | Kleindenkmal   | K 1250 –                                                                         | anhaltischer Ganzmeilenstein (später als Myriameterstein genutzt) | Zerbst               | Deetz           |      |
| Meilenstein Dohndorf        | 094 06136  | Baudenkmal     | L 148 –                                                                          | anhaltischer Ganzmeilenstein                                      | Köthen               | Dohndorf        |      |
| Meilenstein Gollbogen       |            |                | L 57 –                                                                           | anhaltischer Ganzmeilenstein (später als Myriameterstein genutzt) | Zerbst               | Gollbogen       |      |
| Meilenstein Görzig          | 094 06137  |                | K 2074 –                                                                         | anhaltischer Ganzmeilenstein                                      | Südliches Anhalt     | Görzig          |      |
| Meilenstein Gossa           |            |                | B 100 – ehemalige preußische Chaussee 19 Berlin–Kassel, wahrscheinlich umgesetzt | preußischer Ganzmeilenstein (später als Myriameterstein genutzt)  | Muldestausee         | Gossa           |      |
| Meilenstein Gossa           | 094 18759  | Baudenkmal     | B 100 – ehemalige preußische Chaussee 19 Berlin–Kassel, wahrscheinlich umgesetzt | preußischer Ganzmeilenstein                                       | Muldestausee         | Gossa           |      |
| Meilenstein Gröbzig         | 094 06163  |                | L 147 – zwei Kilometer östlich von Gröbzig                                       | anhaltischer Ganzmeilenstein                                      | Südliches Anhalt     | Gröbzig         |      |
| Meilenstein Heidekrug       | 094 90110  | Kleindenkmal   | B 184 – 500 Meter südlich der Autobahnauffahrt Dessau Süd der A 9                | anhaltischer Ganzmeilenstein (später als Myriameterstein genutzt) | Raguhn-Jeßnitz       | Lingenau        |      |
| Meilenstein Kleinpaschleben | 094 70914  | Baudenkmal     | B 185                                                                            | anhaltischer Ganzmeilenstein                                      | Osternienburger Land | Kleinpaschleben |      |
| Meilenstein Piethen         | 094 14207  | Baudenkmal     | L 147                                                                            | anhaltischer Ganzmeilenstein                                      | Südliches Anhalt     | Piethen         |      |
| Meilenstein Porst           | 094 70913  | Baudenkmal     | B 185                                                                            | anhaltischer Ganzmeilenstein                                      | Köthen               | Porst           |      |
| Meilenstein Quellendorf     | 094 70253  | Baudenkmal     | K 2077                                                                           | anhaltischer Ganzmeilenstein                                      | Südliches Anhalt     | Quellendorf     |      |
| Meilenstein Quellendorf     | 094 70701  | Baudenkmal     | L 136 (zurzeit im Museum eingelagert)                                            | anhaltischer Ganzmeilenstein                                      | Südliches Anhalt     | Quellendorf     |      |
| Meilenstein Reuden          |            |                | B 246                                                                            | anhaltischer Ganzmeilenstein (später als Myriameterstein genutzt) | Zerbst               | Reuden/Anhalt   |      |
| Meilenstein Roitzsch        | 094 96656  | Baudenkmal     | B 100 – ehemalige preußische Chaussee 19 Berlin–Kassel                           | preußischer Ganzmeilenstein (später als Kilometerstein genutzt)   | Sandersdorf-Brehna   | Roitzsch        |      |
| Meilenstein Roßdorf         | 094 90097  | Kleindenkmal   | L 138                                                                            | anhaltischer Ganzmeilenstein (später als Myriameterstein genutzt) | Raguhn-Jeßnitz       | Roßdorf         |      |
| Meilenstein Steutz          |            |                | L 187a                                                                           | anhaltischer Ganzmeilenstein (später als Myriameterstein genutzt) | Zerbst/Anhalt        | Steutz          |      |
| Meilenstein Tochheim        | 094 40766  | Kleindenkmal   | L 149                                                                            | anhaltischer Ganzmeilenstein (später als Myriameterstein genutzt) | Zerbst               | Tochheim        |      |

## Kilometersteine
| Artikel                      | Denkmal-ID | Ausweisungsart | Lage                                                                             | Beschreibung                                             | Kommune            | Ort             | Bild |
| ---------------------------- | ---------- | -------------- | -------------------------------------------------------------------------------- | -------------------------------------------------------- | ------------------ | --------------- | ---- |
| Kilometerstein Bitterfeld    | 094 05203  | Kleindenkmal   | B 100 – ehemalige preußische Chaussee 19 Berlin–Kassel                           | Myriameterstein (ehemaliger preußischer Meilenstein)     | Bitterfeld-Wolfen  | Bitterfeld      |      |
| Myriameterstein Deetz        | 094 41302  | Kleindenkmal   | K 1250 –                                                                         | Myriameterstein (ehemaliger anhaltischer Meilenstein)    | Zerbst             | Deetz           |      |
|                              | 094 40766  | Kleindenkmal   | L 57                                                                             | Myriameterstein                                          | Zerbst             | Dobritz         |      |
| Meilenstein Gollbogen        |            |                | L 57 –                                                                           | Myriameterstein (ehemaliger preußischer Ganzmeilenstein) | Zerbst             | Gollbogen       |      |
| Myriameterstein Gossa        |            |                | B 100 – ehemalige preußische Chaussee 19 Berlin–Kassel, wahrscheinlich umgesetzt | Myriameterstein (ehemaliger preußischer Ganzmeilenstein) | Muldestausee       | Gossa           |      |
| Myriameterstein Heidekrug    | 094 90110  | Kleindenkmal   | B 184 – 500 Meter südlich der Autobahnauffahrt Dessau Süd der A 9                | Myriameterstein (ehemaliger anhaltischer Meilenstein)    | Raguhn-Jeßnitz     | Lingenau        |      |
| Myriameterstein Reuden       |            |                | B 246                                                                            | Myriameterstein (ehemaliger anhaltischer Meilenstein)    | Zerbst             | Reuden/Anhalt   |      |
| Kilometerstein Roitzsch      | 094 96656  | Baudenkmal     | B 100 – ehemalige preußische Chaussee 19 Berlin–Kassel                           | Kilometerstein (ehemaliger preußischer Ganzmeilenstein)  | Sandersdorf-Brehna | Roitzsch        |      |
| Myriameterstein Roßdorf      | 094 90097  | Kleindenkmal   | L 138                                                                            | Myriameterstein (ehemaliger anhaltischer Meilenstein)    | Raguhn-Jeßnitz     | Roßdorf         |      |
| Myriameterstein Steutz       |            |                | L 187a                                                                           | Myriameterstein (ehemaliger anhaltischer Meilenstein)    | Zerbst/Anhalt      | Steutz          |      |
| Myriameterstein Tochheim     | 094 40766  | Kleindenkmal   | L 149                                                                            | Myriameterstein (ehemaliger anhaltischer Meilenstein)    | Zerbst             | Tochheim        |      |
| Kilometerstein Groß-Weißandt |            |                | K 2073 - 1,1 km von der Straße Radegast-Köthen entfernt                          | Kilometerstein                                           | Südliches Anhalt   | Weißandt-Gölzau |      |

## Kursächsische Postmeilensäulen
| Artikel                              | Denkmal-ID | Ausweisungsart | Lage                         | Beschreibung                  | Kommune            | Ort    | Bild |
| ------------------------------------ | ---------- | -------------- | ---------------------------- | ----------------------------- | ------------------ | ------ | ---- |
| Kursächsische Postmeilensäule Brehna | 094 05257  | Baudenkmal     | Markt in Brehna              | kursächsische Postmeilensäule | Sandersdorf-Brehna | Brehna |      |
| Kursächsische Postmeilensäule Wolfen | 094 04625  | Kleindenkmal   | B 184                        | kursächsische Halbmeilensäule | Bitterfeld-Wolfen  | Wolfen |      |
| Kursächsische Postmeilensäule Zörbig | 094 90111  | Kleindenkmal   | Auf dem Marktplatz in Zörbig | kursächsische Postmeilensäule | Zörbig             | Zörbig |      |

## Wegweisersäulen
| Artikel                             | Denkmal-ID | Ausweisungsart | Lage                                                            | Beschreibung                                            | Kommune              | Ort                  | Bild |
| ----------------------------------- | ---------- | -------------- | --------------------------------------------------------------- | ------------------------------------------------------- | -------------------- | -------------------- | ---- |
| Wegweiser Elsnigk                   | 094 70761  | Baudenkmal     | K 2080                                                          | Wegweisersäule                                          | Osternienburger Land | Elsnigk              |      |
| Wegweiser Fraßdorf                  | 094 70221  | Baudenkmal     | K 2077                                                          | Wegweisersäule                                          | Südliches Anhalt     | Fraßdorf             |      |
| Wegweiser Garitz                    | 094 41299  | Kleindenkmal   | L 121                                                           | Wegweisersäule                                          | Zerbst               | Garitz               |      |
| Wegweiser Hohsdorf                  |            |                |                                                                 | Wegweisersäule                                          | Stadt Köthen         | Hohsdorf             |      |
| Wegweiser Jeßnitz                   | 094 96328  | Kleindenkmal   | L 138                                                           | Wegweisersäule                                          | Raguhn-Jeßnitz       | Jeßnitz              |      |
| Wegweiser Kleckewitz                | 094 96289  | Kleindenkmal   | L 135                                                           | Wegweisersäule                                          | Raguhn-Jeßnitz       | Kleckewitz           |      |
| Wegweiser Kleinzerbst               |            |                |                                                                 | Wegweisersäule                                          | Aken (Elbe)          | Kleinzerbst (Aken)   |      |
| Wegweiser Kleinzerbst West          |            |                |                                                                 | Wegweisersäule                                          | Aken (Elbe)          | Kleinzerbst (Aken)   |      |
| Wegweiser Libbesdorf                | 094 18170  | Baudenkmal     | Kreuzung Mosikauer Straße und Libbesdorfer Straße in Libbesdorf | Wegweisersäule                                          | Osternienburger Land | Libbesdorf           |      |
| Wegweiser Meilendorf Südwest        | 094 70223  | Baudenkmal     | K 2077                                                          | Wegweisersäule                                          | Südliches Anhalt     | Meilendorf           |      |
| Wegweiser Meilendorf Nordost        | 094 70785  | Baudenkmal     | K 2077                                                          | Wegweisersäule                                          | Südliches Anhalt     | Meilendorf           |      |
| Wegweiser Merzien                   | 094 71708  | Baudenkmal     |                                                                 | Wegweisersäule                                          | Stadt Köthen         | Merzien              |      |
| Wegweiser Osternienburg-Kleinzerbst |            |                |                                                                 | Wegweisersäule                                          | Osternienburger Land | Osternienburg        |      |
| Wegweiser Pfriemsdorf               |            |                | B 183                                                           | Wegweisersäule                                          | Südliches Anhalt     | Pfriemsdorf          |      |
| Wegweiser Porst                     | 094 70848  | Baudenkmal     | B 185                                                           | mutmaßliche Wegweisersäule – keine lesbaren Inschriften | Köthen               | Porst                |      |
| Wegweiser Quellendorf               | 094 70870  | Baudenkmal     | Abzweigung der Straße nach Naundorf von der L 136               | Wegweisersäule                                          | Südliches Anhalt     | Quellendorf          |      |
| Wegweiser Quellendorf               |            |                | Abzweigung der K 2077 (nach Fraßdorf) von der L 136             | Wegweisersäule                                          | Südliches Anhalt     | Quellendorf          |      |
| Wegweiser Quellendorf               |            |                | L 134 am ehemaligen Abzweig nach Libbesdorf                     | Wegweisersäule                                          | Südliches Anhalt     | Quellendorf          |      |
| Wegweiser Quellendorf               |            | Kleindenkmal   | K 2077                                                          | Wegweisersäule                                          | Südliches Anhalt     | Quellendorf          |      |
| Wegweiser Raguhn                    | 094 90098  | Kleindenkmal   | L 136 Abzweigung L 140                                          | Wegweisersäule                                          | Raguhn-Jeßnitz       | Raguhn               |      |
| Wegweiser Raguhn                    | 094 96274  | Kleindenkmal   | L 136                                                           | Wegweisersäule                                          | Raguhn-Jeßnitz       | Raguhn               |      |
| Wegweiser Reppichau Nord            | 094 18163  | Baudenkmal     |                                                                 | Wegweisersäule                                          | Osternienburger Land | Reppichau            |      |
| Wegweiser Reppichau Süd             |            |                |                                                                 | Wegweisersäule                                          | Osternienburger Land | Reppichau            |      |
| Wegweiser Retzau                    | 094 97364  | Kleindenkmal   | L 135                                                           | Wegweisersäule                                          | Raguhn-Jeßnitz       | Retzau               |      |
| Wegweiser Rosefeld                  | 094 70764  | Baudenkmal     | B 189                                                           | Wegweisersäule                                          | Osternienburger Land | Rosefeld             |      |
| Wegweiser Salzfurtkapelle           | 094 96894  | Kleindenkmal   | L 141                                                           | Wegweisersäule                                          | Zörbig               | Salzfurtkapelle      |      |
| Wegweiser Schora                    |            |                | B 184                                                           | Wegweisersäule                                          | Zerbst               | Schora               |      |
| Wegweiser Susigke                   |            |                |                                                                 | Wegweisersäule                                          | Aken (Elbe)          | Susigke              |      |
| Wegweiser Thurland                  | 094 95483  | Kleindenkmal   | B 184                                                           | Wegweisersäule                                          | Raguhn-Jeßnitz       | Thurland             |      |
| Wegweiser Tornau vor der Heide      | 094 06438  | Baudenkmal     | L 136                                                           | Wegweisersäule                                          | Raguhn-Jeßnitz       | Tornau vor der Heide |      |
| Wegweiser Ziebigk                   | 094 70786  | Baudenkmal     | K 2077                                                          | Wegweisersäule                                          | Südliches Anhalt     | Ziebigk              |      |
| Wegweiser Zörbig                    |            |                | L 141                                                           | Wegweisersäule                                          | Zörbig               | Zörbig               |      |